# Venti d'autunno
Venti d'autunno (The Winds of Autumn) è un film western statunitense del 1976 diretto da Charles B. Pierce. Il regista lo considerò una pellicola molto cara a lui, perché ispirata da una delle sue opere preferite, Il cavaliere della valle solitaria del 1953.

## Trama
Nel 1884, un quacchero di undici anni si mette in viaggio da solo per cercare vendetta contro una banda di fuorilegge che ha ucciso la sua famiglia.